# Nadia María Calviño Santamaría
Nadia María Calviño Santamaría (la Corunya, 3 d'octubre de 1968) és una economista espanyola i funcionària de les institucions europees. Va ser directora general de Pressupostos (DG BUDG) de la Comissió Europea des de 2014, ministra d'Economia i Empresa del Govern d'Espanya des del 7 de juny de 2018, i el desembre del 2023 és elegida com a nova presidenta del Banc Europeu d'Inversions (BEI).

## Biografia

### Orígens i treball en el Ministeri d'Economia espanyol
Nascuda a La Corunya en 1968, és filla de José María Calviño, antic director general de l'ens públic Radio Televisió Espanyola. Es va llicenciar en Ciències Econòmiques (1991) per la Universitat Complutense i en Dret (2001) per la UNED. En l'administració espanyola, va exercir de directora general de la Comissió Nacional de la Competència.

### Etapa en la Unió Europea
Després de més d'una dècada treballant en el Ministeri d'Economia espanyol, va passar a la Comissió Europea en 2006. Allí ha ocupat els càrrecs de directora general adjunta en la Direcció general de Competència (DG COMP), directora general adjunta en la Direcció general de Mercat Interior (DG MARKT), i directora general adjunta en el departament de Serveis financers. Des de 2014 va ser directora general de Pressupostos, sota el comandament del comissari europeu alemany Günther Oettinger. Ha exercit com a professora a la Universitat Complutense. Pertany al cos de funcionaris de les institucions europees, és tècnic comercial i economista de l'Estat en excedència.

### Ministra d'Economia al govern de Pedro Sánchez
Calviño va ser triada per Pedro Sánchez per formar part del nou govern que aquest va formar, després de la moció de censura que el PSOE va presentar contra l'anterior govern de Mariano Rajoy (PP) i que va ser aprovada pel Congrés dels Diputats l'1 de juny de 2018. Així, el 7 de juny va prendre possessió com a ministra d'Afers Econòmics i Transformació digital. Fou reelegida ministra en la XIV legislatura i en la XV, ocupant la mateixa cartera però, en aquesta última legislatura, sense la cartera de Transformació Digital que passa a mans de José Luís Escrivá
L'agost de 2023 el govern espanyol va presentar Nadia Calviño com a candidata a presidir el Banc Europeu d'Inversions. Després de les eleccions generals de 2023, fou el novembre del mateix any fou nomenada de nou vicepresidenta primera del govern i ministra d'economia.

## Vida privada
Parla anglès, francès, alemany i espanyol. És mare de quatre fills. Entre altres aficions, hi ha el cinema dels anys 50 i la cuina.